# Wilhelm Külz
Wilhelm Külz (født 18. februar 1875, død 10. april 1948) var en tysk liberal politiker fra Nationalliberale Partei, det Deutsche Demokratische Partei (DDP) og efter 2. verdenskrig Liberal-Demokratische Partei Deutschland (LDPD). Han havde offentlige embeder i både det tyske kejserrige og i Weimarrepublikken. I 1926 var han indenrigsminister i Tyskland i regeringerne under kanslerne Hans Luther og Wilhelm Marx.

## Opvækst og tidlig karriere
Külz blev født den 18. februar 1875 i Borna nær Leipzig i Kongeriget Sachsen. Han var søn af Otto Külz (1839-1921), en protestantisk præst, og dennes hustru, Anna (1849-1914, født Paschasius. Han havde en søster, Käthe (1878-1924) og en tvillingebror, Ludwig (1875-1938). Wilhelm Külz studerede jura ved universitetet i Leipzig. Han gjorde herefter militærtjeneste som reserveløjtnant.
Han blev i 1901 tildelt en doktorgrad ved Staatswissenschaftliche Fakultät ved universitetet i Tübingen med en afhandling om hærens styrke i fredstid. Samme år giftede han sig med Erna Freymond (1881-1963), som han fik sønnen Helmut med. Han fik herefter arbejde som embedsmand, arbejdede ved forskellige domstole og blev byrådsmedlem i Leipzig, Hainichen, Zittau og i Meerane. I 1904 blev han borgmester i Bückeburg og præsident for Landdagen for Fyrstendømmet Schaumburg-Lippe. Som ekspert i administration blev han af Det kejserlige ministerium for kolonierne, Reichskolonialamt, udnævnt til rigskommissær for kolonien Tysk Sydvestafrika, hvor han i 1907 og 1908 arbejdede på at etablere selvstyre.
Efter at have vendt tilbage til Bückeburg, stillede Külz i 1912 op som rigsdagskandidat for Nationalliberale Partei, men blev ikke valgt. Samme år blev han valgt til Overborgmester i Zittau, et embede som han havde indtil 1923.
Under første verdenskrig gjorde Külz tjeneste som kaptajn (Hauptmann) og kompagnifører (Kompanieführer).

## Weimarrepublikken
I 1919 sluttede han sig til Deutsche Demokratische Partei (DDP), som han repræsenterede først ved Weimarforsamlingen og derefter fra 1922 til 1932 i den tyske Rigsdag. I 1923 blev han valgt som viceborgmester i Dresden.
I 1926 til 1927 var Külz indenrigsminister (Reichsminister des Innern) i Hans Luthers andet kabinet og i Wilhelm Marx' tredje kabinet.
Han blev i 1931 valgt som overborgmester i Dresden i 1931, men blev i marts 1933 fjernet fra embedet af Sachsens Reichskommissar, da han havde nægtet at hejse et flag med det nazistiske hagekors over rådhuset. Indtil 1945 var han aktiv som forretningsmand.

## Efter 2. verdenskrig
Efter 1945 havde han en ledende rolle i etableringen af Liberal-Demokratische Partei Deutschlands (LDPD) i den sovjetiske besættelseszone. Han grundlagde Berlin-afdelingen af LDPD i sommeren 1945 og fungerede som formand for LDPD fra november 1945, efter at den første leder, Waldemar Koch, var blevet afsat af den sovjetiske militæradministration.
Den 17. marts 1947 blev Külz og Theodor Heuss på en konference i Rothenburg ob der Tauber valgt til ligeordnede formænd for det planlagte Demokratische Partei Deutschlands (DPD), der havde til formål at forene liberale fra både den sovjetiske og de vestlige besættelseszoner.
Planerne blev for et fællestysk liberalt parti blev dog ikke realiseret, da Wilhelm Külz, i modsætning til den østtyske CDU-leder, Jakob Kaiser, deltog i den SED-dominerede Deutscher Volkskongress, der fandt sted den 6. december 1947. Det medførte konfrontationer både internt i LDPD og mellem de øst- og vesttyske partnere i DPD. LDPD-ledelsen kritiserede Külz' deltagelse, men ønskede ikke at ekskludere Külz som krævet af de vesttyske liberale.
På et møde i DPD's ledelse den 18. januar 1948, hvor Külz nægtede at deltage, hævdede Heuss, at LDPD's manglende vilje til at træffe foranstaltninger overfor Külz beviste LDPD's tilslutning til "den russiske opfattelse af tysk enhed". LDPD's talsmand på mødet erklærede, at der under disse omstændigheder og i lyset af beskyldningerne mod LDPD, ikke var grundlag for et samarbejde. Samarbejdet om det fællestyske liberale parti DPD ophørte derefter i praksis.
Sammen med Otto Nuschke (CDU) og Wilhelm Pieck (SED) ledede Wilhelm Külz det østtyske Deutscher Volksrat, forløberen for DDR's Volkskammer. Fra 1945 var Külz redaktør af LDPD's partiavis Der Morgen.
I marts 1948 var Külz atter LDPD's repræsentant ved Deutscher Volkskongress, organiseret på foranledning af de sovjetiske myndigheder og SED.
Om morgenen den 10. april 1948 blev Külz fundet død i sin lejlighed i Berlin, tilsyneladende død af et hjerteanfald under natten.

## Eftermæle
Külz blev i Østtyskland betragtet som et eksempel på en borgerlig, der fandt vej til socialismen. Han blev set som en af grundlæggerne af DDR.
Wilhelm-Külz-Stiftung, en fond tæt knyttet til det tyske liberale parti FDP, er opkaldt efter ham.